# School Reunion
"School Reunion" (intitulado "Reunião Escolar" no Brasil) é o terceiro episódio da segunda temporada da série de ficção científica britânica Doctor Who, transmitido originalmente através da BBC One em 29 de abril de 2006. Foi escrito por Toby Whithouse e dirigido por James Hawes.
A narrativa do episódio se passa na Inglaterra algum tempo após os acontecimentos do episódio "The Christmas Invasion" e envolve o Décimo Doutor (David Tennant) se reunindo com sua ex-acompanhante de viagem Sarah Jane Smith (Elisabeth Sladen), a quem o Quarto Doutor deixou para trás no serial de 1976 The Hand of Fear. No episódio, a raça alienígena conhecido como Krillitanes, disfarçando-se de professores de uma escola, usam a mente das crianças para resolver uma teoria que lhes permitiria controlar o tempo e o espaço.
O uso de acompanhantes anteriores do Doutor, em particular Sarah Jane e K9 (voz de John Leeson), foi proposto pela primeira vez em 2003 à BBC. Após a produção do episódio, Elisabeth Sladen foi procurada pela BBC para estrelar um spin-off, The Sarah Jane Adventures, que também incluiu K9 em diversas histórias. O episódio foi recebido positivamente, recebendo um Índice de Apreciação do público de 85, considerado "excelente".

## Enredo
O Sr. Finch, diretor da Deffry Vale School, tem mudado a escola para melhorar o desempenho dos alunos; suas mudanças incluem almoços grátis com salgadinhos especiais. O Décimo Doutor está disfarçado como professor de física e Rose trabalha disfarçada no refeitório da escola. O Doutor descobre que o óleo nas batatas fritas aumentou o desempenho dos alunos e Rose observa que a substância tem um efeito adverso nos demais funcionários da cozinha, que devem usar trajes anti-perigo para manuseá-lo.
Os sucessos de Finch chamaram a atenção da jornalista investigativa Sarah Jane Smith, ex-acompanhante do Doutor. Ela o reencontra com Mickey e Rose, e as duas desenvolvem uma rivalidade imediata. Sarah Jane mostra a eles o cachorro-robô K9 no porta-malas de seu carro, que identifica o óleo como óleo dos Krillitane. Rose, sem saber que o Doutor tinha companheiros no passado, o confronta sobre por que ele deixa seus antigos acompanhantes para trás e nunca os menciona.
No dia seguinte, o grupo retorna à escola para investigar mais. O Doutor confronta o Sr. Finch, que confirma que ele e outros membros da equipe são Krillitanes – uma espécie composta que possui atributos desejáveis das espécies que conquistam, e tenta trazê-lo para o seu lado, mas sem sucesso. Mickey e K9 permanecem no carro de Sarah Jane para vigilância e com a ajuda do Doutor, ela e Rose descobrem que os computadores da escola - reforçados pela inteligência aprimorada dos alunos - fazem parte de um esforço Krillitane para resolver o "Paradigma Skasis", uma teoria de tudo. O Sr. Finch propõe uma aliança ao Doutor uma segunda vez, que recusa novamente, e eles fogem dele. Depois que Kenny (um aluno que não comeu as batatas fritas) alerta Mickey sobre a situação dos alunos, ele joga o carro contra portas da escola e desliga os computadores, permitindo que as crianças fujam. O Doutor leva os Krillitanes para a cozinha e K9 detona o recipiente de óleo das batatas, saturando os Krillitanes e explodindo-os junto com o robô.
Sarah Jane recusa uma segunda chance de viajar na TARDIS, tendo finalmente decidido seguir em frente com sua vida, e Mickey decide se juntar ao Doutor. Sarah Jane, agora se dando melhor do que no primeiro encontro, pede a Rose para ficar com o Doutor e recebe um novo K9 como presente de despedida.

## Produção
O conceito de Sarah Jane e K9 retornando para Doctor Who foi uma ideia de Russell T Davies ao lançar o show em 2003. Tal uso mostraria o que aconteceria depois que um acompanhante deixasse o Doutor, sem se alongar muito na série clássica. A intenção de Davies era que Sarah Jane fosse usada para isso e, embora Elisabeth Sladen originalmente tenha recusado o pedido, pensando que seu papel não seria importante, ela mudou de ideia quando percebeu que seria o ponto focal da aventura. Após o término da produção do episódio, Sladen foi abordada sobre uma série spin-off completa, The Sarah Jane Adventures, que foi formalmente anunciada em 14 de setembro de 2006.
O episódio passou por diversas mudanças na produção: os títulos provisórios incluíam "Old Friends" e "Black Ops", este último ambientado em uma base militar. Davies solicitou que Toby Whithouse o ambientasse em uma escola, principalmente por simplicidade, mas também pelo desejo de que o Doutor se disfarçasse de professor. Além disso, os Krillitanes deveriam ser chamados de "Krillians" até que a BBC descobrisse que o nome era uma marca registrada e o nome de Finch era originalmente Hector, até que a BBC encontrou um professor de verdade com o mesmo nome e o renomeou como Lucas. Uma cena que foi cortada foi a do cérebro de Milo sofrendo um "curto" pelas perguntas rápidas do Doutor, fazendo com que ele desmaiasse no início do episódio, o que mais tarde foi mencionado no episódio.
O episódio, originalmente no segundo bloco de produção, foi produzido no primeiro bloco junto com "The Christmas Invasion" e "New Earth". Duas escolas secundárias no País de Gales foram usadas para as filmagens: Fitzalan High School em Leckwith foi usada em 23 e 24 de agosto de 2005, para filmar a primeira conversa entre o Doutor e Finch, e para as cenas do playground, cozinha e refeitório, e Duffryn High School em Newport, que foi usada entre 25 de agosto e 6 de setembro para o restante do episódio, com as filmagens atrasadas devido à descoberta de amianto na estrutura da Duffryn High School. As cenas nas escolas utilizaram dezenas de crianças como figurantes. As filmagens foram concluídas posteriormente em 7 e 8 de setembro, com a filmagem da cena do café atrasada devido à embriaguez e conduta desordeira do público.

## Transmissão e recepção
O episódio foi assistido por 8,3 milhões de telespectadores, sendo o décimo segundo programa mais assistido da semana, recebendo um Índice de Apreciação do público de 85. Jacob Clifton da Television Without Pity deu ao episódio uma classificação "A+". Ahsan Haque da IGN deu ao episódio uma nota 8,7 de 10 ("Ótimo") e comentou que teve "momentos fantásticos dos personagens" e "efeitos CGI brilhantes", e que "se você estiver disposto a aceitar o enredo tipo Scooby-Doo, então as fortes vibrações nostálgicas presentes neste episódio devem ser suficientes para levá-lo a uma categoria imperdível", e K9 e Sarah Jane por si só fizeram o episódio valer a pena assistir para os fãs da série clássica. O episódio foi posteriormente indicado para o Prêmio Hugo de 2007 de Melhor Apresentação Dramática, Forma Curta, um prêmio que foi ganho pelo episódio seguinte, "The Girl in the Fireplace".